# (1958) Chandra
(1958) Chandra es un asteroide perteneciente al cinturón de asteroides descubierto por Carlos Ulrrico Cesco desde el observatorio El Leoncito, Argentina, el 24 de septiembre de 1970.

## Designación y nombre
Chandra fue designado inicialmente como 1970 SB.
Más adelante se nombró en honor del astrofísico indio Subrahmanyan Chandrasekhar (1910-1995).

## Características orbitales
Chandra está situado a una distancia media de 3,103 ua del Sol, pudiendo acercarse hasta 2,583 ua y alejarse hasta 3,623 ua. Su excentricidad es 0,1676 y la inclinación orbital 10,56°. Emplea en completar una órbita alrededor del Sol 1997 días.